# Mospissebed
De mospissebed  (Philoscia muscorum) is een pissebed uit de familie Philosciidae. De wetenschappelijke naam van de soort is voor het eerst geldig gepubliceerd in 1763 door Scopoli.